# اندرياس جيبل
اندرياس جيبل (بالألمانية: Andreas Giebel ) (و. 1958 – م) هو ممثل من ألمانيا . ولد في ميونخ.

## روابط خارجية
- اندرياس جيبل على موقع IMDb (الإنجليزية)
- اندرياس جيبل على موقع روتن توميتوز (الإنجليزية)
- اندرياس جيبل على موقع ألو سيني (الفرنسية)
- اندرياس جيبل على موقع ميوزك برينز (الإنجليزية)
- اندرياس جيبل على موقع ديسكوغز (الإنجليزية)
- اندرياس جيبل على موقع قاعدة بيانات الفيلم (الإنجليزية)
- اندرياس جيبل على موقع كينوبويسك (الروسية)